# 1967 у анімації
Ця стаття присвячена анімаційним подіям 1967 року.

## Мультфільми

### УРСР
- Зенітка
- Колумб пристає до берега
- Легенда про полум'яне серце
- Пісенька в лісі
- Розпатланий горобець
- Тяв і Гав
- Як козаки куліш варили

### Грузинська РСР
- Співець світанку
- Сумний роман